# 1812
- Wikisource

| Calendário gregoriano                                                        | 1812 MDCCCXII                        |
| Ab urbe condita                                                              | 2565                                 |
| Calendário arménio                                                           | 1261 – 1262                          |
| Calendário bahá'í                                                            | -32 – -31                            |
| Calendário budista                                                           | 2356                                 |
| Calendário chinês                                                            | 4508 – 4509 Início a 13 de fevereiro |
| Calendário copta                                                             | 1528 – 1529                          |
| Calendário etíope                                                            | 1804 – 1805                          |
| Calendários hindus - Vikram Samvat - Calendário nacional indiano - Cáli Iuga | 1867 – 1868 1733 – 1734 4912 – 4913  |
| Calendário Holoceno                                                          | 11812                                |
| Calendário islâmico                                                          | 1227 – 1228                          |
| Calendário judaico                                                           | 5572 – 5573                          |
| Calendário persa                                                             | 1190 – 1191 Início a 21 de março     |
| Calendário rúnico                                                            | 2062                                 |
| Calendário solar tailandês                                                   | 2355                                 |

1812 (MDCCCXII, na numeração romana) foi um ano bissexto, de 366 dias, do Calendário Gregoriano, as suas letras dominicais foram  E e D, teve 53 semanas, teve início a uma quarta-feira, e terminou a uma quinta-feira.
| Ano completo                           |
| -------------------------------------- |
| Ano bissexto com início à quarta-feira |

## Eventos
- A capital da Finlândia é transferida de Turku para Helsinki.
- Criação e promulgação da Constituição de Cádis (primeira constituição espanhola e Ibérica).
- Mau ano agrícola provoca grave crise alimentar em São Jorge e na ilha Terceira, Açores. Causa fome em São Jorge.[1]

### Fevereiro
- 23 de fevereiro - Invasões Francesas: Napoleão Bonaparte renega a Concordata com o Papa.

### Abril
- 6 de abril - Batalha de Badajoz, entre as forças anglo-portuguesas comandadas por Arthur Wellesley e as tropas francesas comandadas por Armand Philippon.
- 30 de abril - O Luisiana torna-se o 18º estado norte-americano.

### Junho
- 24 de junho - Início da Campanha da Rússia (1812) por Napoleão Bonaparte.

## Nascimentos
- 07 de Fevereiro - Charles Dickens, famoso escritor inglês (m. 1870).
- 25 de Fevereiro - Carl Christian Hall, foi primeiro-ministro da Dinamarca (m. 1888).
- 2 de Março - Carl Edvard Rotwitt, foi primeiro-ministro da Dinamarca (m. 1860).
- 22 de Março - João Francisco Lisboa, político, escritor e jornalista brasileiro, patrono da Academia (m. 1863).
- 15 de Abril - Théodore Rousseau, pintor realista francês. (m. 1867).
- 9 de Junho - Johann Gottfried Galle, astrônomo alemão (m. 1910).
- 31 de Julho - Amélia de Beauharnais, Imperatriz consorte do Brasil (m. 1873)  .
- 14 de Outubro - Carl Christoffer Georg Andræ, foi primeiro-ministro da Dinamarca (m. 1893).
- 22 de Outubro - Luigi Carlo Farini, político italiano (m. 1866).
- 28 de dezembro - Francisco Diogo Pereira de Vasconcelos, magistrado e político brasileiro (m. 1863).
- ?? - Angelo Frondoni - músico, maestro, compositor, poeta e crítico de arte italiano (m. 1891).

## Mortes
- 16 de Abril — José Luís de Vasconcelos e Sousa,  1.º marquês de Belas (n. 1740).
- 11 de Maio - Spencer Perceval, político britânico (n. 1762).
- 19 de setembro - Mayer Amschel Rothschild, banqueiro alemão de origem judaica (n. 1744).
- 20 de Dezembro - Sacagawea, ameríndia da tribo Shoshone, guia na expedição de Lewis e Clark (n. 1786).

## Por tema
- 1812 no Brasil
- 1812 na ciência
- 1812 na literatura
- 1812 na música